# 산마우로라브루카
산마우로라브루카(이탈리아어: San Mauro la Bruca)는 이탈리아 캄파니아주 살레르노도에 있는 코무네이다.

## 같이 보기
- 치렌토